# Жумар

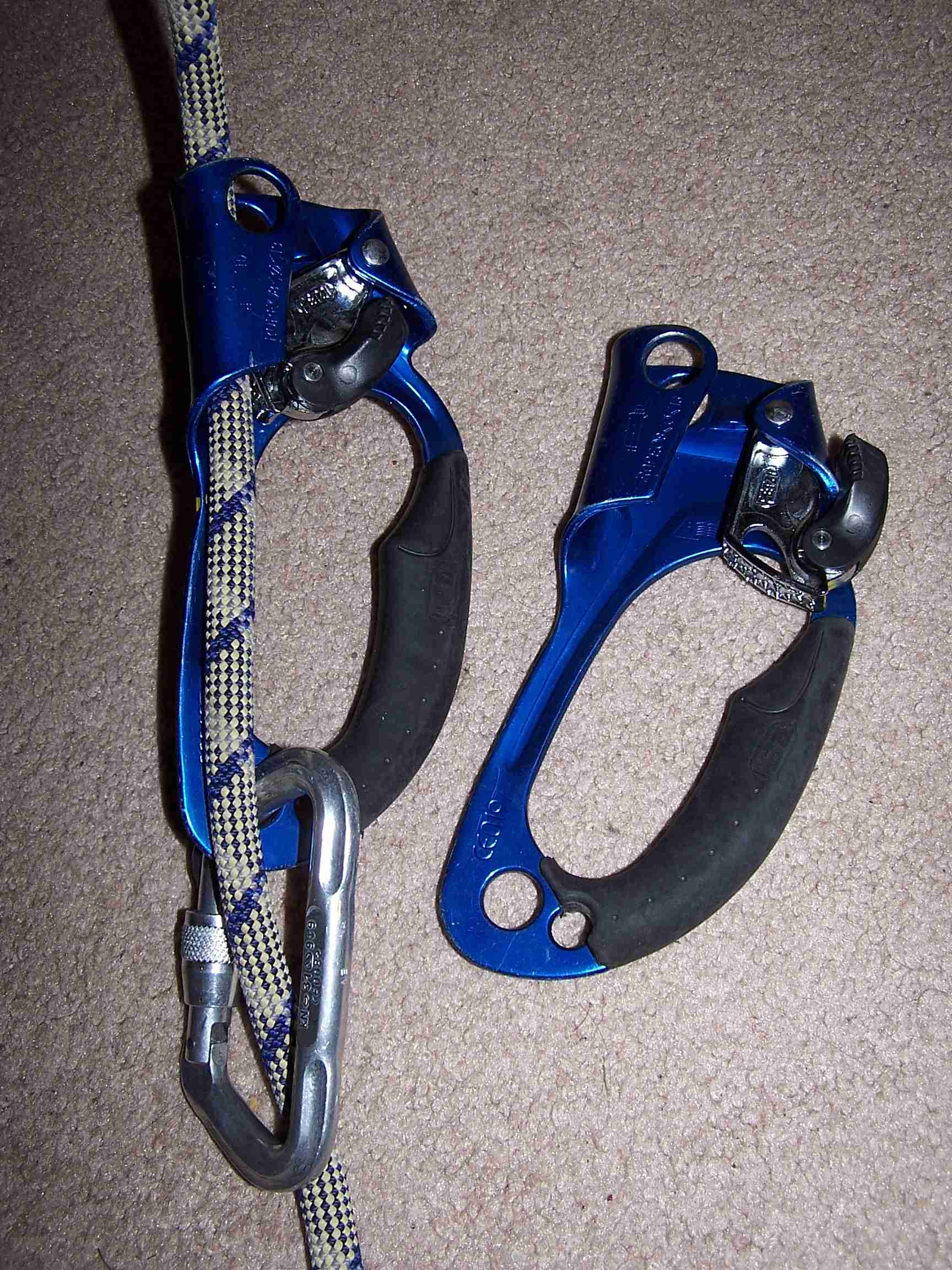
Жумари. Жумар зліва пристебнутий до мотузки і готовий до підйому.

Жумар (правильніше — жюмар) — елемент спорядження альпіністів, спелеологів, рятувальників і  скелелазів, застосовуваний в мотузяній техніці для підйому по вертикальних перилах. Жумар являє собою механічний зажим кулачкового типу для підйому по мотузці.

## Історія винаходу
Родоначальниками жюмара, в тому вигляді в якому ми його знаємо зараз, є швейцарські альпіністи Адольф Жюсі (Adolph Jusi) і Вальтер Марті (Walter Marti), які в 1958 році створюють ексцентрикові затискачі, названі ними по початкових літерах своїх імен — «Жюмар» («JuMar»). У травні того ж року вони виготовили перші 10 пар мотузяних затискачів, а восени опублікували їх опис в офіційному журналі Британської Ради Альпінізму (British Mountaineering Council) — «Mountaineering» від 30 вересня 1958.

## Конструктивні особливості
В основі конструкції жумара лежить ексцентрик (у ексцентрика відстань від осі обертання до робочої поверхні неоднакова). При русі жумара вгору по мотузці ексцентрик (кулачок) з шипами вільно ковзає по мотузці. При тязі жумара у зворотний бік кулачок з шипами впирається в мотузку і притискає її до внутрішньої стінки жумара, блокуючи рух. Це дає можливість використовувати жумар для підйому по мотузці. Жумар також може застосовуватися і як фіксуючий пристрій при підйомі вантажів, за умови відсутності динамічних ривків.
Стандартні жумари мають гарантовану міцність в штатному режимі роботи не менше 4 кН (400 кгс). Щоб не псувати мотузку, робочі навантаження на нього не повинні перевищувати 150—250 кгс. Зажим, як правило, працює на мотузках діаметром від 8 до 12 мм (в залежності від фірми-виробника). При роботі на брудних, заледенілих мотузках можливо прослизання жумара.
Більшість жумарів мають додаткові точки для кріплення карабінів (як правило дві або три).
Жумари можуть сильно зіпсувати мотузку, особливо динамічну, якщо прикладати до них значне навантаження (наприклад, при ривках, зривах, натягуванні мотузки з використанням поліспаста). Після перевищення певного навантаження (величина залежить від діаметра і конструкції мотузки), жумар знімає верхній шар обплетення на мотузці, прослизаючи, але не розриваючи її повністю (як правило, центральні поздовжні волокна залишаються цілими).

## Застосування жумарів
Жумар не можна використовувати як основний засіб страховки, якщо можливе велике динамічне навантаження при зриві. Якщо людина після зриву пролетить хоча б 1-2 метра до моменту спрацьовування жумара на страхувальної мотузки, ймовірність розрізати жумаром мотузку дуже швидко зростає. Для основної страховки необхідно використовувати спеціальні пристрої, що не мають зубців на кулачку. Наприклад, грі-грі, десантер або спеціальні затискачі різних фірм. Завдяки тому, що у цих пристроїв відсутні зубці, ймовірність перебити мотузку — дуже низька. Однак за навантажень вищих від критичних (приблизно 200 кгс) виникає протравлювання мотузки. Проте, ця властивість виявляється дуже корисною за серйозних зривів — мотузка протравлюється, і тим самим ривок амортизується.

## Помилки при застосуванні
Одна з поширених помилок серед початківців скелелазів полягає в тому, що жумар впритул доводять до вузла або карабіна, на якому кріпиться тримальна мотузка. У цьому випадку рух жумара неможливий ні вперед (оскільки заважає вузол), ні назад (жумар так влаштований, що він може просуватися тільки вперед). Щоб зняти жумар з мотузки, його треба трохи просунути вперед, щоб розвантажити кулачок, а цьому заважає вузол або карабін. Єдиний спосіб зняти жумар з мотузки — якось просунути його вперед, а для цього потрібно його розвантажити.
Щоб вирішити цю проблему, новачок в'яже стремено (або чіпляє другий жумар) і виходом на нозі розвантажує грудний жумар. Але в момент зняття грудного жумара з мотузки, людина виявляється без страховки, стоячи тільки однією ногою в стремені — а це вкрай небезпечно і може призвести до падіння. Щоб уникнути подібної ситуації, над жумаром зав'язується схоплюючий вузол — прусик тощо, а петля репшнура, з якого зав'язаний цей вузол, вставляється в карабін разом з жумаром. Таким чином, в разі прослизання чи ламання жумару людина неушкодженою зависає на прусику, закріпленому на основній мотузці.
Окрім того, за технікою безпеки використовуються дві мотузки — одна для грудного жумару з прусиком, друга — для жумару під ногу. В разі застрягання грудного жумару, на другій мотузці робиться тимчасова точка страховки — зав'язується вузол вісімка або австрійський провідник, у петлю якого вставляється карабін з одним з вусів самостраховки. Після цього людина може спокійно знімати з першої мотузки жумар чи перев'язувати прусик.

## Правила використання жумарів
- Завжди залишайте вільний простір від жумара до точки кріплення мотузки (10-20 см, при підйомі з двома затискачами достатньо 3-5 см);
- При русі по горизонтально або похило навішеній мотузці, блокуйте жумар карабіном, простьобнувши карабін у верхній отвір на жумарі (на малюнку карабін простьобнуто в нижній отвір), при цьому карабін повинен охоплювати мотузку. Такий прийом допоможе уникнути можливих відмов у роботі жумара при неправильному його положенні на мотузці, особливо при проходженні перегинів, карнизів та ін. нерівностей рельєфа, і, що не менш важливо, виключить можливість самовільного вистьобування жумара з мотузки (таке іноді буває). Але при підйомі по вертикальній мотузці, якщо використовуються одночасно два затискачі, таке блокування зайве.
- Не використовуйте жумар як основний засіб страховки, якщо є ймовірність сильного ривка при зриві. Зрив з висоти понад 2 м може перебити мотузку.
- При купівлі жумара зверніть увагу, для якої руки (лівої чи правої) він призначений;
- Жумари не рекомендується використовувати на динамічній мотузці через її швидке зношування;
- У жумарів фірми «Альтурс» для відведення кулачка великим пальцем при знятті жумара з мотузки використовується спеціальний важіль. При інтенсивному використанні цей важіль може викрутитися і впасти вниз, тим самим жумар стає або некорисним або вкрай незручним у використанні. Його зняття з мотузки буде становити серйозну небезпеку для рук.
- Зберігати жумар потрібно з заклацнутим кулачком, інакше пружина, що притискає кулачок до мотузки, розтягнеться, і жумар буде прослизати.
- Під час просування по мотузці не нахиляйте жумар в площині рамки (корпусу), так як при цьому можуть статися прослизання.
- Під час просування по мотузці не слід допускати контакту рельєфу з кулачком жумара, так як це може призвести до його вистьобування.